# Etelvina Villanueva y Saavedra
Etelvina Villanueva y Saavedra (n. Lima; 8 de octubre de 1897 – f. La Paz; 1969) fue una poetisa, educadora, intelectual socialista y activista feminista peruana que se radicó en Bolivia tras contraer matrimonio con el médico chuquisaqueño Carlos Arguedas Gumucio en 1917.

## Trayectoria
En 1923 participa en la fundación del Ateneo Femenino liderado por María Sánchez Bustamante creado en La Paz con el objetivo de luchar por la igualdad de los derechos civiles y políticos cuidando la formación humanística y artística en el que participaron también Emma Pérez de Carvajal, Ana Rosa Tornero, María Josefa Saavedra, Leticia Antezana de Alberti, Ema Alina Palfray, Julia Reyes Ortiz de Cañedo, Fidelia Corral de Sánchez, Ana Rosa Vásquez, Elvira Benguria o Marina Lijerón (después de Betachini).
De formación marxista e inmersa en el espíritu latinoamericanista, en 1934 fundó en Potosí en 1934 la Legión Femenina de Educación Popular América, con el objetivo de generar una “acción socialista” de las mujeres del continente. También fundó en el mismo año el vocero feminista ‘Despertar’, donde también se desempeñó como editora. También escribió en La Gaceta de Bolivia.
El 10 de noviembre de 1936 fue la impulsora del Primer Congreso Feminista de Bolivia inspirado en el legado ético, político y cultural de Adela Zamudio en el que participaron 70 delegadas de nueve departamentos.
La Legión Femenina de Educación Popular de América trató de mejorar la condición de la mujer, independientemente de su clase social, mediante la promoción de cambios en el código legal. También proporcionaron asistencia a los pobres y defendieron a las madres solteras y a los niños. Argumentaban que eran madres "naturales" y que esto fue una forma de maternidad, pero en un nivel más alto y con un nuevo término, "la maternidad social". Además de esto, la organización contribuyó a que las mujeres bolivianas entraran en el debate feminista internacional.

## Obra
- 1939: Siembra. Poemas[1]
- 1953: Ronda femenina de América. Antología
- 1965: Sueño y canción. Poemas
- 1970: Acción socialista de la mujer en Bolivia